# Estrada europeia 806
A Estrada Europeia 806 ou E806 inicia-se em Zibreira (  A 1 ) através da   A 23  e acaba perto de Gardete no entroncamento entre a   A 23  e o   IP 2 .
Faz parte integrante do   IP 6 .
Percurso:
| Percurso Intermédio | Estrada do percurso |
| ------------------- | ------------------- |
| Zibreira            | A 1                 |
| Entroncamento       | A 13 / IC 3         |
| Abrantes            | A 11                |
| Gardete             |                     |